# Ратно-Дольне
Ратно-Дольне (пол. Ratno Dolne, нім. Niederrathen) — село в Польщі, у гміні Радкув Клодзького повіту Нижньосілезького воєводства.
Населення — 447 осіб (2011).
У 1975-1998 роках село належало до Валбжиського воєводства.

## Демографія
Демографічна структура станом на 31 березня 2011 року:
|          | Загалом | Допрацездатний вік | Працездатний вік | Постпрацездатний вік |
| -------- | ------- | ------------------ | ---------------- | -------------------- |
| Чоловіки | 218     | 51                 | 154              | 13                   |
| Жінки    | 229     | 53                 | 142              | 34                   |
| Разом    | 447     | 104                | 296              | 47                   |